# العقدة السفلية للعصب اللساني البلعومي
العقدة السفلية للعصب البلعومي اللساني ("العقدة الصخرية") هي أكبر من العقدة العلوية وتقع في منخفض في الحد الأدنى من الجزء الصخري من العظم الصدغي والذي يسمّى الحفيرة الصخرية.
تحتوي العقدة السفلية على أجسام من الخلايا العصبية الحسّية الجسدية العامّة (ألياف GSA) والخلايا العصبية الحسية الحشوية العامة (ألياف GVA) التي تزوّد البلعوم واللوزتين واللسان والأذن الوسطى والأنبوب السمعي وقناة الأذن بالأعصاب. كما تحتوي على خلايا عصبية تزوّد الجيب السباتي مستقبل الضغط (وهو نوع من المستقبلات الميكانيكية) والجسم السباتي (مستقبل كيميائي) من خلال عصب هيرينغ وفروع العصب السباتي على التوالي. وفروع السباتي هي تفرعات من العصب المبهم لكن منشأ أليافها هو العصب البلعومي اللساني.
تلعب هذه العقدة دوراً في حاسة التذوّق، إذ تحتوي أجسام خلوية من الحشوة الحسّية الخاصة (ألياف SVA) والتي تقوّي الثُلث الخلفي من اللسان وبعض مناطق البلعوم. ألياف التذوّق هذه هي فروع من الأعصاب القحفية التاسع والعاشر.